# شهرستان کورکینسکی
شهرستان کورکینسکی (به لاتین: Korkinsky District) یک شهرستان در روسیه است که در استان چلیابینسک واقع شده‌است.